# 肖孔海龍魚
肖孔海龍魚（学名：Siokunichthys herrei），為輻鰭魚綱棘背魚目海龍魚科的其中一種，分布於印度西太平洋區，包括紅海、印尼、菲律賓及斐濟等海域，棲息深度可達37公尺，體長可達7.6公分。